# アントン・シュワルツコフ

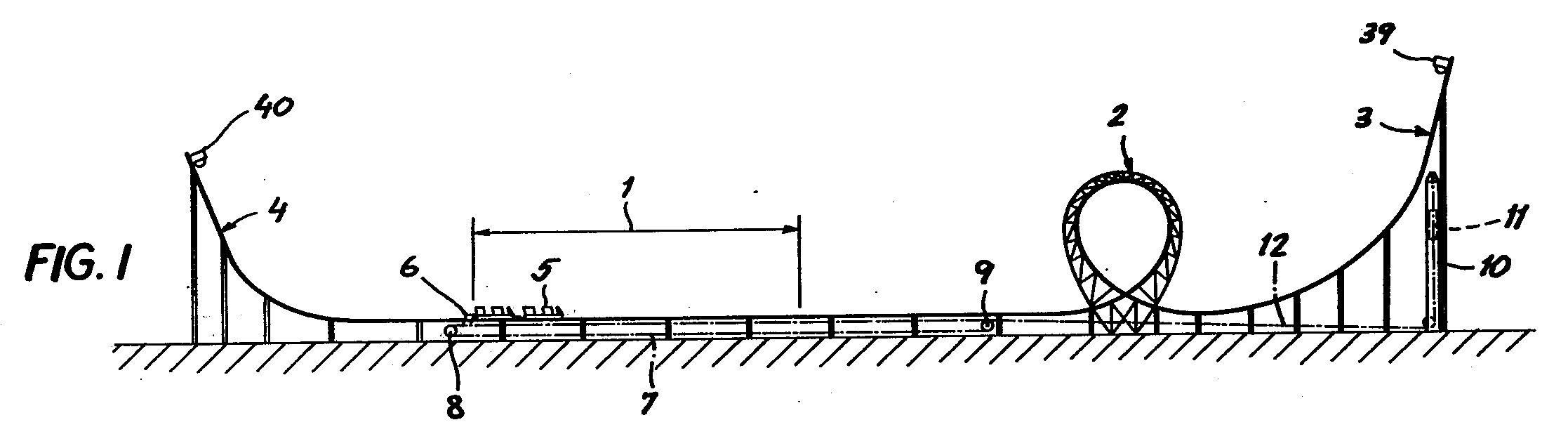
シュワルツコフによる合衆国特許第4165695号「Amusement ride with vertical track loop(シャトルループ)」(1978年)

アントン・シュワルツコフ（Anton Schwarzkopf、1924年7月8日 - 2001年7月30日） は、ドイツ出身の技術者。数多くのローラーコースターを開発し、「コースターの神様」の異名を持つ。マイスター。

## 略歴
バーリンゲン（en）（ヴュルテンベルク自由人民州）で車両修理工を営む家庭に生まれ、11人の兄弟姉妹の間に育ち第二次世界大戦後に6人の兄弟とともに父の家業を支える。
馬車の需要が減る中で、1952年にミュンヘンのオクトーバーフェストに出向いた際にサーカスのスタッフとのやり取りの中で遊園地用の遊具の製造を着想し、回転木馬を皮切りに電気自動車・大観覧車などの遊具を製造。
1960年に父が経営していた会社を引き継ぎ、自ら設計開発した初のローラーコースターとして1964年に鋼鉄製コースター「ワイルドキャット」を製造。1973年からパイプ型レールとクロソイド曲線を用いた近代的な垂直ループを取り入れたコースターの開発に着手し、1976年にアメリカのシックス・フラッグス・マジック・マウンテンに「グレイト・アメリカン・レボリューション」（en）として初導入した。この他垂直ループを2つ組み込んだ「ダブルループ」、往復型垂直ループコースター「シャトルループ」（en）などを開発。
彼が設立した「シュワルツコフ・インダストリーズ」は1970年代から急成長を遂げ移動遊園地向けの遊具の製造を行った他、インタミンと提携して西ドイツ国外の遊園地に遊具を納入したが、2度の破産を経て別会社で製造を継続した。
1995年に遊具開発から引退し、晩年はパーキンソン病に罹患、2001年7月30日に死去した。彼の制作した多くのコースターは、現在でも世界中のテーマパークで走り続けている。